# Mania (альбом Fall Out Boy)
Mania (стилизовано M A N I A, официальное название Mania: A Fall Out Boy LP) — седьмой студийный альбом американской рок-группы Fall Out Boy, выпущенный 19 января 2018 года на лейблах Island Records и DCD2 Records как следующий после альбома 2015 года American Beauty/American Psycho.
Перед выходом альбома было выпущено пять синглов: «Young and Menace», «Champion», «The Last of the Real Ones», «Hold Me Tight or Don’t» и «Wilson (Expensive Mistakes)».
В целом, альбом получил смешанные отзывы от музыкальных критиков, но неплохо продавался в коммерческих целях, дебютировав с первой строчки чарта Billboard 200.

## Предыстория
Шестой альбом Fall Out Boy American Beauty/American Psycho принёс группе огромный коммерческий успех и был признан по всему миру. Во время обширного тура в поддержку альбома группа начала записывать материал для седьмого альбома. Производственный процесс начался, когда Патрик Стамп представил песню «Young and Menace» басисту группы Питу Венцу на Фестивале Рединг и Лидс в 2016 году, которая вдохновила Fall Out Boy на запись полноценного альбома. В интервью Rolling Stone Венц описал то, каким он видит Mania: «Кажется, каждый раз через некоторое время вы должны сделать перезапуск, который очистит кэш и освободит место на жёстком диске. Я думаю, что Mania и стала очисткой нашей палитры».

### Задержка альбома
Первоначально планировалось выпустить Mania 15 сентября 2017 года, но 3 августа 2017 года Патрик Стамп объявил, что выпуск альбома отложен до 19 января 2018 года. «Альбом просто не готов, мы слишком поспешили, — написал Стамп в Твиттере. — Я не собираюсь записывать альбом, я искренне не верю в то, что он получится, по крайней мере, таким же сильным и действенным, как предыдущий, и нам нужно немного больше времени, чтобы должным образом записать свои выступления».
6 ноября 2017 года группа рассказала в социальных сетях, что альбом полностью записан, и объявила треклист.

## Продвижение альбома
В поддержку альбома группа исполнила синглы на телевидении и отправилась в Mania Tour в октябре 2017 года. В туре, который охватывает Северную Америку и Австралию, также присутствуют Blackbear, Джейден Смит и WAAX. Ранее неизданная песня «Wilson (Expensive Mistakes)» была впервые исполнена 20 октября 2017 года во время тура..В Июне 2017-го года вышел сингл "Champion", в сентябре 2017-го года уже вышел сингл "The Last Of The Real Ones", в декабре того же года вышел ремикс сингла "Champion" с рэпером RM из южнокорейской группы BTS

## Llamania
Во время записей для Mania группа также записала три незавершённых трека: «Past Life», «Wrong Side of Paradise» и «Footprints in the Snow». Они были изданы группой под псевдонимом Frosty & The Nightmare Making Machines в качестве мини-альбома под названием Llamania 23 февраля 2018 года на CD и виниловых пластинках.

## Синглы
Главный сингл «Young and Menace» был выпущен 27 апреля 2017 года вместе с музыкальным клипом. Песня имеет заметное влияние жанра EDM, намекая на изменение звучания группы с появлением альбома. Второй сингл «Champion» был выпущен 22 июня в США и 23 июня по всему миру с клипом-«визуализатором». 27 июля был выпущен официальный музыкальный клип к песне. Третий сингл «The Last of the Real Ones» был выпущен 14 сентября 2017 года. Четвёртый сингл «Hold Me Tight or Don’t» был выпущен 15 ноября, как и музыкальный клип, который берёт заметное влияние от мексиканского праздника под названием «День мёртвых». Пятый сингл «Wilson (Expensive Mistakes)» и музыкальный клип были выпущены 11 января 2018 года.

## Отзывы критиков
| Совокупная оценка         | Совокупная оценка |
| Источник                  | Оценка            |
| ------------------------- | ----------------- |
| Metacritic                | 60/100            |
| Оценки критиков           |                   |
| Источник                  | Оценка            |
| AllMusic                  | [ 27 ]            |
| The A.V. Club             | C                 |
| The Guardian              | [ 29 ]            |
| The New Zealand Herald    | [ 30 ]            |
| NME                       | [ 31 ]            |
| The Philadelphia Inquirer | [ 32 ]            |
| Rock Sound                | 8/10              |
| Rolling Stone             | [ 34 ]            |

Mania получил неоднозначные отзывы от музыкальных критиков. На Metacritic, где альбомы оцениваются по стобалльной шкале на основе отзывов основных критиков, альбом имеет 60 баллов на основе десяти рецензий, что означает «неоднозначные или средние отзывы».

## Коммерческий успех
Mania дебютировал с первой строчки чарта Bilboard 200 с 130,000 единиц, эквивалентных альбому, из которых свыше 117,000 были чистыми продажами альбома. Это четвёртый альбом Fall Out Boy, оказавшийся на первой строчке в чарте.

## Список композиций
В некоторых цифровых музыкальных магазинах порядок треков альбома был неверным. Позже группа подтвердила, что порядок треков на физических носителях верный во всех версиях альбома, а ошибка скоро будет исправлена.
| №                   | Название                                   | Автор(ы)                                               | Продюсеры                | Длительность |
| ------------------- | ------------------------------------------ | ------------------------------------------------------ | ------------------------ | ------------ |
| 1.                  | «Stay Frosty Royal Milk Tea»               | Патрик Стамп Пит Венц Джо Троман Эндрю Хёрли           | Джесси Шаткин Дэйв Сарди | 2:50         |
| 2.                  | «The Last of the Real Ones»                | Стамп Венц Троман Хёрли Карло Монтагнезе               | Бутч Уолкер Illangelo    | 3:50         |
| 3.                  | «Hold Me Tight or Don't»                   | Стамп Венц Троман Хёрли Джонни Коффер                  | Коффер Уолкер            | 3:30         |
| 4.                  | «Wilson (Expensive Mistakes)»              | Стамп Венц Троман Хёрли                                | Сарди                    | 3:36         |
| 5.                  | «Church»                                   | Стамп Венц Троман Хёрли Одра Мэй Кейт Йорк Эндрю Уэллс | Уолкер Уэллс             | 3:31         |
| 6.                  | «Heaven's Gate»                            | Стамп Венц Троман Хёрли                                | Сарди                    | 3:45         |
| 7.                  | «Champion»                                 | Стамп Венц Троман Хёрли Сия Ферлер Шаткин              | Fall Out Boy Шаткин      | 3:13         |
| 8.                  | «Sunshine Riptide» (при участии Burna Boy) | Стамп Венц Троман Хёрли                                | Уолкер                   | 3:24         |
| 9.                  | «Young and Menace»                         | Стамп Венц Троман Хёрли                                | Fall Out Boy Шаткин      | 3:44         |
| 10.                 | «Bishops Knife Trick»                      | Стамп Венц Троман Хёрли                                | Уолкер                   | 4:23         |
| Общая длительность: | Общая длительность:                        | Общая длительность:                                    | Общая длительность:      | 35:46        |

| №   | Название                                           | Длительность |
| --- | -------------------------------------------------- | ------------ |
| 11. | «Champion» (ремикс) (при участии RM из группы BTS) |              |

| №  | Название                                       | Длительность |
| -- | ---------------------------------------------- | ------------ |
| 1. | «Young and Menace» (музыкальный клип)          |              |
| 2. | «Young and Menace» (создание клипа)            |              |
| 3. | «Champion» (музыкальный клип)                  |              |
| 4. | «Champion» (создание клипа)                    |              |
| 5. | «The Last of the Real Ones» (музыкальный клип) |              |
| 6. | «Hold Me Tight or Don't» (музыкальный клип)    |              |
| 7. | «Hold Me Tight or Don't» (создание клипа)      |              |
| 8. | «Church» (музыкальный клип)                    |              |

## Участники записи
Список взят из Tidal.

#### Fall Out Boy
- Патрик Стамп — вокал, ритм-гитара, программирование
- Пит Венц — бас-гитара, бэк-вокал
- Джо Троман — соло-гитара, бэк-вокал
- Энди Хёрли — ударные, перкуссия

#### Дополнительно
- Джесси Шаткин — производство, микширование
- Бутч Уолкер — производство
- Эндрю Уэллс — производство
- Fall Out Boy — основное производство
- Сьюзи Шинн — разработка
- Рубль Капур — помощник разработчика

## Чарты
| Чарт (2018)                                   | Высшая позиция |
| --------------------------------------------- | -------------- |
| Австралия (ARIA)                              | 3              |
| Австрия (Ö3 Austria)                          | 6              |
| Бельгия/Фландрия (Ultratop)                   | 11             |
| Бельгия/Валлония (Ultratop)                   | 36             |
| Канада (Canadian Albums Chart)                | 2              |
| Чехия (ČNS IFPI)                              | 24             |
| Нидерланды (Album Top 100)                    | 15             |
| Финляндия (Suomen virallinen lista)           | 8              |
| Франция (SNEP)                                | 50             |
| Германия (Offizielle Top 100)                 | 5              |
| Ирландия (IRMA)                               | 12             |
| Italian Albums (FIMI)                         | 37             |
| Япония (Oricon)                               | 15             |
| Japanese International Albums (Oricon)        | 1              |
| New Zealand Albums (RMNZ)                     | 6              |
| Норвегия (VG-lista)                           | 20             |
| Польша (ZPAV)                                 | 15             |
| Шотландия (Scottish Albums Chart)             | 3              |
| Spanish Albums (PROMUSICAE)                   | 30             |
| Swedish Albums (Sverigetopplistan)            | 11             |
| Швейцария (Schweizer Hitparade)               | 10             |
| Великобритания (UK Albums Chart)              | 2              |
| Великобритания (UK Rock & Metal Albums Chart) | 1              |
| US Billboard 200                              | 1              |